# آن كارول
آن كارول (بالإنجليزية: Anne Carroll)‏ هي مخرجة وممثلة بريطانية، ولدت في يونيو 1940، وتوفيت في 15 نوفمبر 2018.

## وصلات خارجية
- آن كارول على موقع IMDb (الإنجليزية)
- آن كارول على موقع قاعدة بيانات الفيلم (الإنجليزية)